# Thomas Laughlin (attore)
Thomas Laughlin (Minneapolis, 10 agosto 1931 – Thousand Oaks, 12 dicembre 2013) è stato un attore, sceneggiatore e politico statunitense.

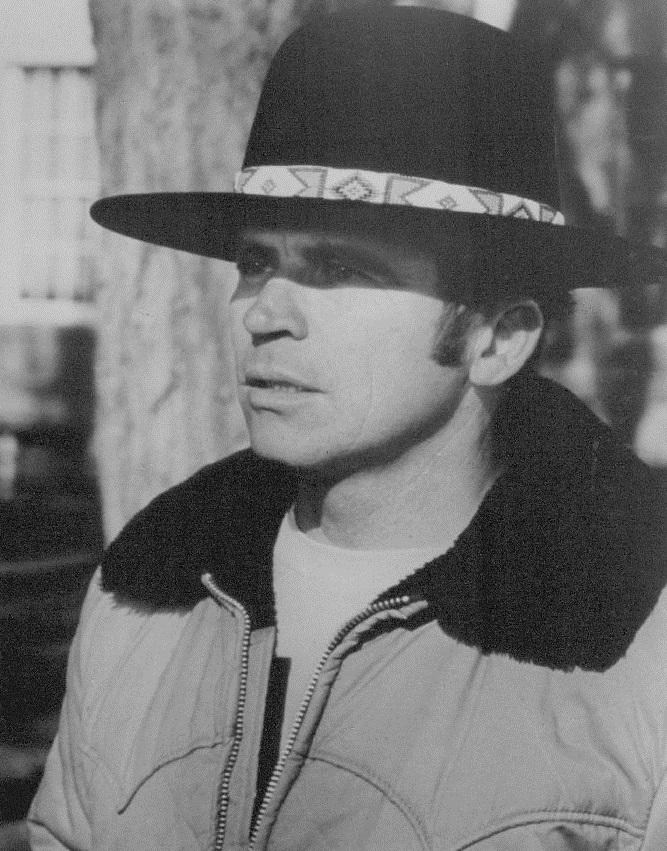
Tom Laughlin

È noto soprattutto per la serie di 4 film (1967-1977) sul veterano del Vietnam di origini native americane Billy Jack: è stato attivo sul grande schermo principalmente fino alla fine degli anni settanta

## Filmografia parziale
- Tè e simpatia (Tea and Sympathy), regia di Vincente Minnelli (1956)
- The Delinquents, regia di Robert Altman (1957)
- La squadriglia Lafayette (Lafayette Escadrille), regia di William A. Wellman (1958)
- South Pacific, regia di Joshua Logan (1958)
- I cavalloni (Gidget), regia di Paul Wendkos (1959)
- La battaglia del Mar dei Coralli (Battle of the Coral Sea), regia di Paul Wendkos (1959)
- In punta di piedi (Tall Story), regia di Joshua Logan (1960)
- Giovani iene, regia di Thomas Laughlin (1965)
- Violence (The Born Losers), regia di Thomas Laughlin (1967)
- Billy Jack, regia di Thomas Laughlin (1971)
- The Trial of Billy Jack, regia di Thomas Laughlin (1974)
- Il giorno del grande massacro (The Master Gunfighter), regia di Thomas Laughlin (1975)
- Billy Jack Goes to Washington, regia di Thomas Laughlin (1977)
- Marlowe indaga (The Big Sleep), regia di Michael Winner (1978)
- The Return of Billy Jack, regia di Thomas Laughlin (1986) film incompleto

## Doppiatori italiani
- Luigi Vannucchi in Billy Jack
- Giacomo Piperno in Il giorno del grande massacro